# Газопроницаемость
Газопроница́емость — свойство перегородок из твёрдого тела пропускать сквозь себя газ при разнице в давлении газа с разных сторон перегородки. В зависимости от природы перегородки, а также от величины разницы давлений выделяют три основных типа газопроницаемости: диффузионную, молекулярную эффузию, ламинарный поток.

## Диффузионный поток
Происходит при полном отсутствии в твёрдом теле пор (например — полимерные плёнки или покрытия). В этом случае устанавливается динамическое равновесие градиента концентрации растворённого газа в слое твёрдого тела, со стороны высокого давления проходит растворение газа, со стороны низкого давления — выделение газа.
В процессе диффузии газа через твёрдое тело возможны химические реакции газа с телом. Самая сильная реакция при диффузии у водорода происходит с палладием. В процессе диффузии водород отдаёт свой заряд палладию, и перемещается по его решётке в виде иона. На выходе из решётки водород забирает заряд обратно. Высокая проходимость водорода через палладий позволяет получать водород высокой чистоты промышленным способом: газ пропускают через закрытые с одного конца палладиевые трубки, где водород диффундирует сквозь палладий или его сплав, а содержащиеся в нём газы, пары воды и углеводороды задерживаются в трубках.
Диффузия водорода в сталь при высоких температурах может вызвать водородную коррозию стали. Этот совершенно особый вид коррозии состоит в том, что водород взаимодействует с имеющимся в стали углеродом, превращая его в углеводороды (обычно в метан), что приводит к резкому ухудшению свойств стали.

## Молекулярная эффузия
Эффузия наблюдается при наличии в твёрдом теле пор. Газ течёт через эти поры, линейные размеры сечений которых пренебрежимо малы по сравнению со средней длиной свободного пробега молекул газа.

## Ламинарное течение газа
Ламинарное течение происходит при наличии в перегородке пор, размеры которых существенно больше длины свободного пробега молекул газа. При увеличении размеров пор до размеров, характерных для крупнопористых тел (например, текстильных тканей), газопроницаемость такой перегородки подчиняется законами истечения газа из отверстий.

## Различия газопроницаемости у разных веществ
Бо́льшей газопроницаемостью при молекулярной диффузии обладают аморфные эластомеры (например, каучук). Полимеры с газокристаллической структурой (например, полиэтилен) пропускают газы существенно слабее. Самая слабая проницаемость газа у полимеров стеклообразного типа — с жёсткими связями в полимерных молекулах. Это обусловлено тем, что элементы макромолекул в таких полимерах легче смещаются при внедрении молекула газа и пропускают их, в то время как жёсткие полимерные цепи хуже раздвигаются для молекул проходящего газа.
Также, газопроницаемость зависит не только от свойств твёрдых перегородок, но и от размера молекул газа. Коэффициент газопроницаемости для больших молекул ниже, чем для маленьких, и для одной и той же перегородки и перепаде давления на ней например, водород и кислород будут проникать через них с разным расходом на единицу площади.